# Салассы

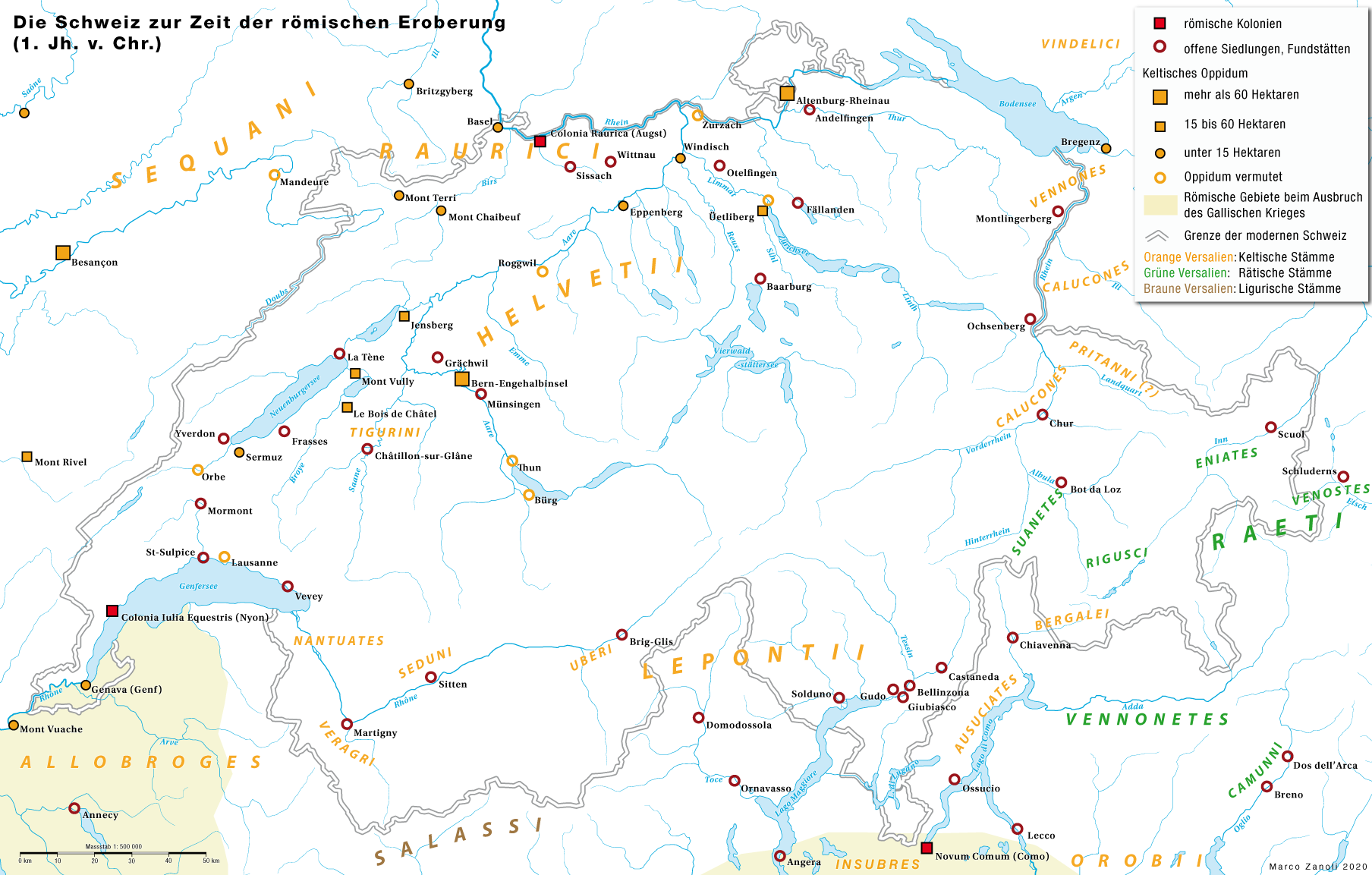
Территория сегодняшней Швейцарии во времена римского завоевания в I веке до нашей эры.

Салассы (лат. Salassi; др.-греч. Σαλασσοί) — лигурское или кельто-лигурское племя, обитавшее в Пеннинских и Грайских Альпах с центром в долине Аосты и уничтоженное римлянами в 25 до н. э.

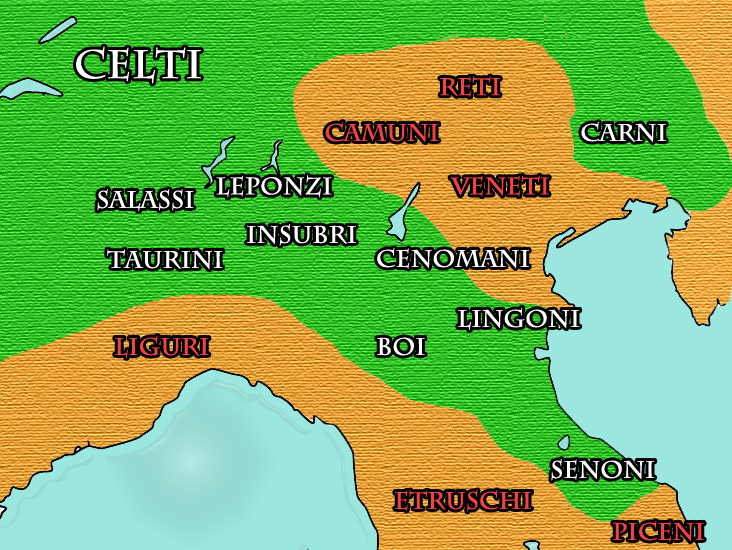
Народы Цизальпийской Галлии

## Взаимоотношения с римлянами
Салассы контролировали перевалы Большой и Малый Сен-Бернар, и на их землях добывалось золото. Стремление овладеть горными проходами в Галлию и взять под контроль добычу золота естественным образом сделало римлян, достигших альпийских предгорий в конце III века до н. э., врагами салассов. К этому также добавлялась вражда между жителями паданской равнины и горцами, которые отводили воду из реки Дурий (Дора-Бальтеа), чтобы промывать золото, в результате чего земли, лежавшие ниже по течению, не получали достаточного орошения. Впоследствии римские предприниматели при поддержке армии овладели золотыми рудниками, но воду им все равно приходилось покупать у салассов.
Долгое время попытки покорить салассов не давали результатов. Консул Аппий Клавдий в 143 до н. э. одержал над ними победу, но римский сенат не счел его успехи заслуживающими триумфа из-за понесённых им тяжелых потерь. Только в 100 до н. э. римляне добились первого успеха, установив военный пост в Эпоредии (Иврея), на пути в долину Аосты. Этот пункт стал центром колонизации прилегающей области, однако горные проходы по-прежнему оставались в руках салассов. Даже Цезарю пришлось платить им за свободный пропуск, а с Децима Брута во время Мутинской войны они взяли по драхме за человека.

## Римское завоевание и уничтожение племени
Окончательно с салассами разделались полководцы Октавиана Августа в ходе двух военных кампаний. В 35—33 до н. э. Антистий Вет и Мессала Корвин с помощью блокады добились подчинения этого племени.

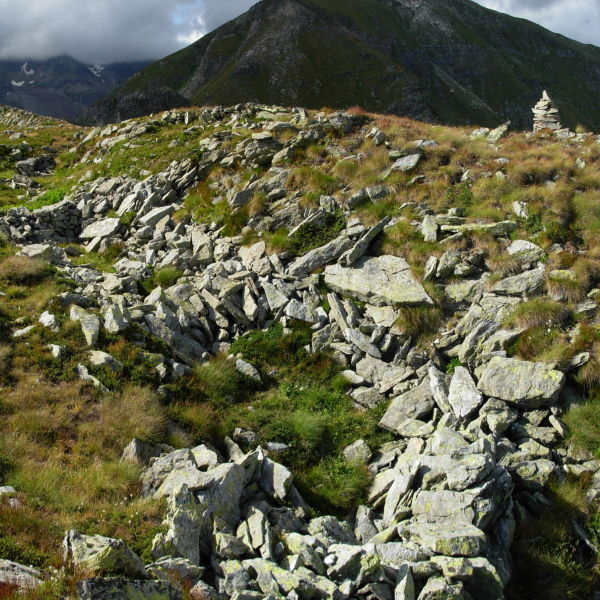
Остатки поселения салассов в Col Pierrey на высоте 2620 м.

В 25 до н. э., по сообщению Диона Кассия, салассы восстали против римлян. Август направил против них легата Авла Теренция Варрона Мурену. Будучи не в силах сопротивляться крупному римскому войску, салассы сдались, когда Варрон пообещал, что ограничится взиманием контрибуции. Под предлогом сбора дани он разослал по землям салассов отряды солдат, которые захватили 8 тыс. человек, способных носить оружие, то есть почти всех воинов племени. Этих пленников римляне продали в рабство с условием, что они могут быть освобождены не ранее чем через 20 лет. Страбон пишет, что помимо этих 8 тысяч боеспособных мужчин римляне захватили ещё 36 тыс. человек, очевидно, женщин и детей салассов, которых всех продали как военную добычу в Эпоредии (Иврея). В результате этих событий салассы «были совершенно уничтожены». В очищенной от местного населения долине Аосты была основана колония Августа Претория Салассов (лат. Augusta Prætoria Salassorum). После этих трагических для племени событий имя салассов исчезает из истории.